# Schefflera brevipedicellata
Schefflera brevipedicellata är en araliaväxtart som beskrevs av Hermann August Theodor Harms. Schefflera brevipedicellata ingår i släktet Schefflera och familjen araliaväxter. Inga underarter finns listade.